# Soueix-Rogalle
Soueix-Rogalle è un comune francese di 402 abitanti situato nel dipartimento dell'Ariège nella regione dell'Occitania.
Il territorio comunale è bagnato da fiume Garbet.

## Società

### Evoluzione demografica
Abitanti censiti